# Candidatus Liberibacter
Genre
Candidatus Liberibacter  est un genre de bactéries à Gram négatif de la famille des Rhizobiaceae. 
Le terme « Candidatus » indique qu'il n'a pas été possible de maintenir cette bactérie en culture. 
La détection des Liberibacter est basée sur l'amplification par PCR de leurs gènes ARNr 16S avec des amorces spécifiques.
Les espèces appartenant à ce genre sont des phytopathogènes, principalement transmis par des insectes vecteurs, les psylles.
Le genre a été orthographié à l'origine Liberobacter. 

## Liste des espèces et non-classés
Selon NCBI (6 févr. 2013) :
- Candidatus Liberibacter africanus
- Candidatus Liberibacter americanus
  - non-classé Candidatus Liberibacter americanus str. Sao Paulo
- Candidatus Liberibacter asiaticus
  - non-classé Candidatus Liberibacter asiaticus str. gxpsy
  - non-classé Candidatus Liberibacter asiaticus str. Ishi1
  - non-classé Candidatus Liberibacter asiaticus str. psy62
- Candidatus Liberibacter europaeus
- Candidatus Liberibacter psyllaurous
- Candidatus Liberibacter solanacearum
  - non-classé Candidatus Liberibacter solanacearum CLso-ZC1
- Liberibacter crescens
  - non-classé Liberibacter crescens BT-1
- Liberibacter endosymbiont of Diaphorina citri
- Candidatus Liberibacter sp. 1.2
- Candidatus Liberibacter sp. 2.3.11
- Candidatus Liberibacter sp. 429-2
- Candidatus Liberibacter sp. 432-2
- Candidatus Liberibacter sp. 440-1
- Candidatus Liberibacter sp. 442-1
- Candidatus Liberibacter sp. 443-5
- Candidatus Liberibacter sp. 497-12
- Candidatus Liberibacter sp. 556-3
- Candidatus Liberibacter sp. 664-0
- Candidatus Liberibacter sp. 667-1
- Candidatus Liberibacter sp. 677-18
- Candidatus Liberibacter sp. 677-2
- Candidatus Liberibacter sp. 685-1
- Candidatus Liberibacter sp. 728-1
- Candidatus Liberibacter sp. 743-2
- Candidatus Liberibacter sp. 802-1
- Candidatus Liberibacter sp. 802-2
- Candidatus Liberibacter sp. A05 2183-6
- Candidatus Liberibacter sp. Atlantic 134
- Candidatus Liberibacter sp. B436
- Candidatus Liberibacter sp. Burns
- Candidatus Liberibacter sp. BZ913 Laf
- Candidatus Liberibacter sp. BZ918 Laf
- Candidatus Liberibacter sp. CA DP-1
- Candidatus Liberibacter sp. Dalhart-TX-1
- Candidatus Liberibacter sp. Garden-city-KS-1
- Candidatus Liberibacter sp. Graden-City-KS-5
- Candidatus Liberibacter sp. Guangxi Guilin China
- Candidatus Liberibacter sp. Horton 08
- Candidatus Liberibacter sp. JKB-2009a
- Candidatus Liberibacter sp. JKB-2009b
- Candidatus Liberibacter sp. LSg2
- Candidatus Liberibacter sp. Mpumalanga-UPCRI-05-0232
- Candidatus Liberibacter sp. Saltillo 9-08
- Candidatus Liberibacter sp. Sao Paulo-2
- Candidatus Liberibacter sp. TX 1-07
- Candidatus Liberibacter sp. TX 3-08
- Candidatus Liberibacter sp. TXZC018.